# 第40戦闘飛行隊

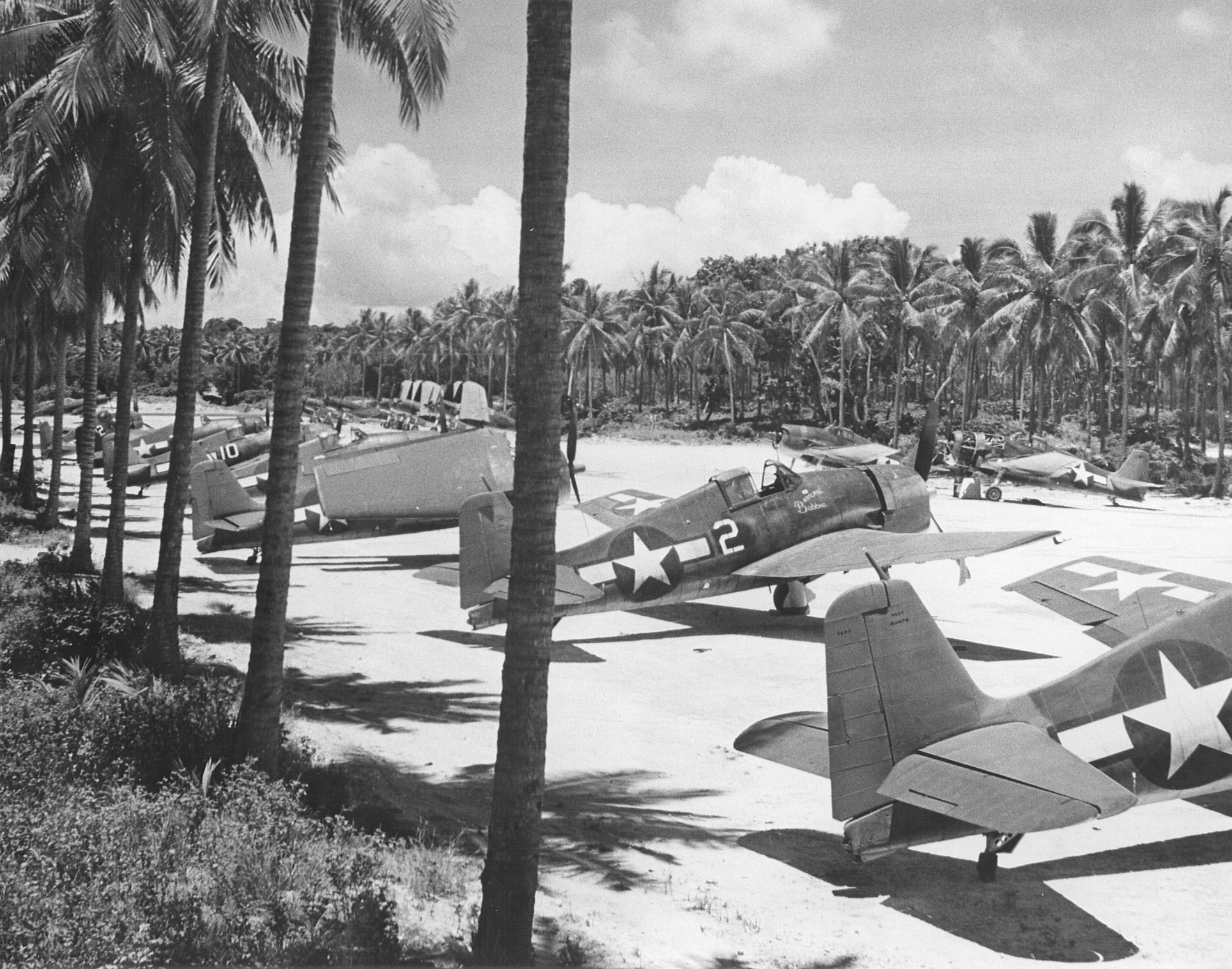
エスピリトゥサント島・タートル・ベイ飛行場に駐機するVF-40のF6F-3

第40戦闘飛行隊（だい40せんとうひこうたい、英語: Fighter Squadron 40, VF-40）はアメリカ海軍の航空部隊の一つ。F6F戦闘機の初期量産型F6F-3や改良量産型F6F-5を運用した。

## 歴史
1943年6月15日に設立。同年9月、ガダルカナル島のヘンダーソン飛行場に展開し、ニュージョージア島の戦いを支援した。1943年にソロモン諸島に配備されている間、VF-40は4機の日本軍機を撃墜している。1945年5月から始まったボルネオ奪還戦にも参加し、支援に当たった。終戦後の同年11月19日に解隊。